# ساري لار (قشلاق أهر)
ساري لار (بالفارسية: ساری‌لار) هي منطقة سكنية تقع في إيران في قسم قشلاق الریفي. يقدر عدد سكانها بـ 24 نسمة .